# Калинина, Елена Александровна (ведущая)
Еле́на Алекса́ндровна Кали́нина (род. 22 апреля 1977, Нижний Новгород, СССР) — российская актриса театра, кино и известная телеведущая. Призёр конкурсов красоты «Хрустальная корона России» и «Мисс Россия 1995».

## Биография
Елена Калинина родилась 22 апреля 1977 года в Нижнем Новгороде.
С ранних лет занималась музыкой и вокалом. Окончила музыкальную школу по классу фортепиано, также играет на гитаре.  Профессионально поёт (джазовый, академический и эстрадный вокал).
В 1995 году участвовала в конкурсе «Мисс Россия 1995», представляла Нижний Новгород.
В 1996 году окончила Нижегородский педагогический колледж, специальность — музыкальное образование.
В 2000 году окончила РАТИ (ГИТИС), по специальности (актёр театра).
В 2005 году окончила Московский колледж импровизационной музыки по специальности (солист ансамбля и оркестра).
В 2006 году сыграла свою первую дебютную роль в фильме «Свой-чужой».

## Телевидение
С 1999 года начала работать на телевидении.
С февраля по июль 1999 года — ведущая программы «Времечко» на телеканале «ТВЦ».
С февраля 2000 январь 2001 года — редактор программы «Сегоднячко» на «НТВ».
С августа 2001 по апрель 2003 года — ведущая программы «Будь Готов» на телеканале «М1».
С июля 2003 по сентябрь 2004 года — ведущая прогноза погоды в программе «Утро на НТВ» на канале «НТВ».
С июня 2005 по январь 2006 года — ведущая программы «Вопрос... еще вопрос» вместе со Львом Новожёновым и Викторией Лопырёвой.
С сентября 2005 по январь 2009 года озвучивала «Сказки Баженова» на «НТВ».

## Фильмография
| Год  |   | Название                        | Роль                      |
| ---- | - | ------------------------------- | ------------------------- |
| 2015 | с | Спутники                        | Евдокия                   |
| 2012 | с | Единственный мой грех           | Марина                    |
| 2011 | с | Шериф 2                         | Юлия                      |
| 2010 | с | Варенька: И в горе, и в радости | Галина                    |
| 2010 | с | Зверобой 2                      | Элен                      |
| 2009 | с | Варенька. Продолжение           | Галя                      |
| 2009 | ф | Снег на голову                  | Настя                     |
| 2009 | ф | Я буду жить!                    | Пиарщица                  |
| 2009 | с | Однажды будет любовь            | Ева                       |
| 2008 | с | Общая терапия                   | Карина Тарасова, врач УЗИ |
| 2008 | с | Висяки                          | Оксана Волкова            |

## Награды и премии
Лауреат конкурса — фестиваля «Южные Ночи» в номинации вокал.